# Metidrio
Metidrio (en griego, Μεθύδριο) es el nombre de un pueblo de Grecia que pertenece al municipio de Gortinia, en la unidad periférica de Arcadia. En el año 2011, su población era de 11 habitantes.

## Historia

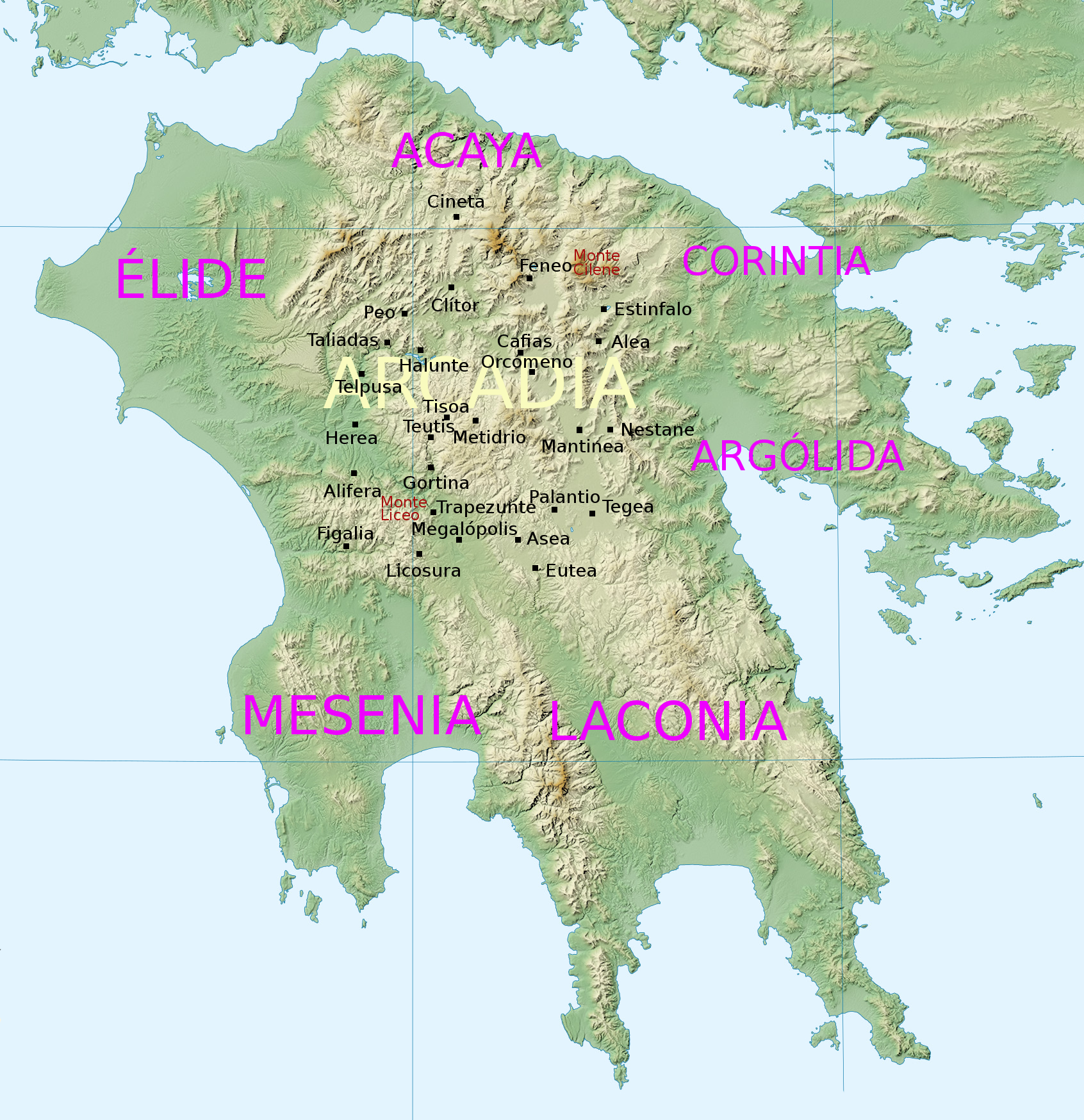
Mapa del Peloponeso con la situación de algunas de las principales ciudades de la antigua Arcadia. Metidrio se ubica en la zona central.

Su nombre se debe a que la antigua ciudad de Metidrio se encontraba en las proximidades de este pueblo. Existía una tradición que decía que su fundador era Orcómeno, hijo de Licaón. El origen de su nombre, según Pausanias, es porque se situaba en una colina entre dos ríos, el Maletas y el Milaonte.
Tucídides la cita en el marco de la guerra del Peloponeso, donde se encontraron los ejércitos de los lacedemonios frente al de los argivos y sus aliados, en el año 418 a. C.
En citada por Estrabón, que la menciona entre las ciudades arcadias de las que apenas se podían encontrar vestigios en su tiempo y no da detalles acerca de su ubicación.
En época de Pausanias, era una aldea cercana a Orcómeno tributaria de Megalópolis. Otros detalles que comenta Pausanias sobre Metidrio son que en los límites de su territorio con el de Tisoa estaban las fuentes del río Gortinio; que la ciudad se encontrada a 170 estadios de Megalópolis, a 137 de Tricolonos y a 30 de la fuente Ninfasia; que hubo varios metidreenses que obtuvieron victorias en las olimpiadas y que en la ciudad había un templo de Poseidón Hípico. Menciona además una leyenda de la mitología griega, según la cual, cuando Rea estaba embarazada de Zeus llegó al monte Taumasio, que estaba sobre el río Maletas y allí fue protegida por varios Gigantes.